# Rey de Reyes (2023)
Rey de Reyes 2023 fue la vigésima sexta edición del Rey de Reyes, un evento de lucha libre profesional producido por la Lucha Libre AAA Worldwide. Tuvo lugar el 5 de febrero de 2023 desde el Poliforum Zamná en Mérida, Yucatán. El evento especial es una lucha en la que el ganador se lleva la espada que lo acredita como el Rey de Reyes.

## Resultados
- La Parka Negra, SB Kento y Takuma derrotaron a Aero Star, Mr. Iguana y Niño Hamburguesa.
- Sam Adonis derrotó a Arez, Jack Cartwheel y Vampiro en la semifinal del torneo de Rey de Reyes 2023.
- Bandido derrotó a Abismo Negro Jr., Komander y Psycho Clown en la semifinal del torneo de Rey de Reyes 2023.
- Pagano derrotó a Aramís, Bestia 666 y Flamita en la semifinal del torneo de Rey de Reyes 2023.
- El Hijo del Vikingo derrotó a Mecha Wolf, Negro Casas y Myzteziz Jr.en la semifinal del torneo de Rey de Reyes 2023.
  - El Megacampeonato de AAA de Vikingo no estuvo en juego.
- Sexy Star II derrotó a Chik Tormenta, Dalys, La Hiedra y Lady Shani y ganó el torneo Reina de Reinas 2023.
- Sam Adonis derrotó a Bandido, El Hijo del Vikingo y Pagano y ganó la final del Torneo de Rey de Reyes 2023.[2]

## Comentaristas
- Hugo Savinovich
- José Manuel Guillén

## Presentador
- Jesús Zúñiga